# MAD TV
MAD TV (також відомий як MAD) — телевізійна мережа в Греції, передає музичні програми — відеокліпи, музичні новини та інтерв'ю музикантів, а також концерти.
Це перший власне грецький музичний телеканал, запущений в ефір 6 червня 1996 року. Працює під управлінням Андреаса Куріса. У травні 2000 року MAD TV створив перший грецький музичний портал, який надає своїм користувачам актуальну інформацію не тільки про грецьку, але й світову музичну індустрію, а також забезпечує їх новітніми інтернет-послугами. MAD TV також пропонує широкий вибір B2C та B2B сервісів: зокрема Go MAD (інтерактивний сервіс) та MAD Music (5 музичних інтерактивних аудіо каналів) доступні на Nova (DTH супутникова платформа в Греції), MAD Shop (он-лайн магазин аудіозаписів), MAD Scanner (мобільний сервіс за підтримки компанії Vodafone) та багато інших.
Від 2004 року телеканал проводить власну щорічну музичну премію MAD Video Music Awards. У грудні 2005 року спільно із UBI World TV запущений в ефір телеканал MAD World — перший грецький міжнародний музичний телеканал, який здійснює мовлення для греків за кордоном. Від 2006 року праціює дочірній телеканал Blue, його ефірне мовлення подібне до MAD World, але орієнтоване, перш за все, на аудиторію Північної Америки.